# Adrianne Palicki

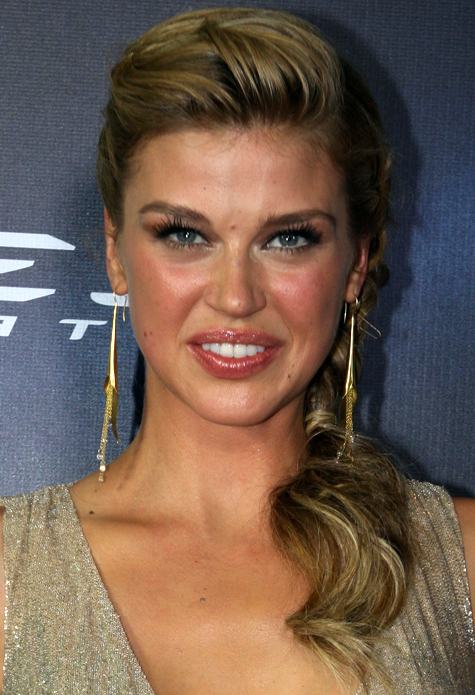
Adrianne Palicki (2013)

Adrianne Palicki (* 6. Mai 1983 in Toledo, Ohio) ist eine US-amerikanische Schauspielerin, die vor allem durch ihre Hauptrollen als Tyra Collette in der Fernsehserie Friday Night Lights und als Kelly Grayson in The Orville bekannt ist.

## Leben
Palicki wuchs in ihrem Geburtsort Toledo auf. Um ihre Schauspielkarriere voranzutreiben, zog sie 2002 nach Los Angeles. Sie nahm Schauspielkurse und erhielt 2004 ihre erste Rolle in dem Fernsehfilm The Robinsons: Lost in Space von John Woo. In den Fernsehserien North Shore, Supernatural und South Beach hatte Palicki wiederkehrende Gastrollen. Von 2006 bis 2009 spielte Palicki in den ersten drei Staffeln der Ensembleserie Friday Night Lights eine Hauptrolle als Tyra Collette. In der finalen fünften Staffel der Serie hatte sie 2011 zwei Gastauftritte. Neben ihren Rollen im Fernsehen spielte Palicki seit 2009 auch Hauptrollen in mehreren Filmen, darunter in Legion, Red Dawn und G.I. Joe – Die Abrechnung.
Von 2014 bis 2016 war sie in der Serie Marvel’s Agents of S.H.I.E.L.D. zu sehen, in der sie die Agentin Bobbi Morse spielte. 2017 übernahm sie die Hauptrolle der Ersten Offizierin Commander Grayson in der Science-Fiction-Fernsehserie The Orville.
Palicki war von Mai 2019 bis Juli 2020 mit Scott Grimes verheiratet, den sie bei den Dreharbeiten zu The Orville kennengelernt hatte.

## Filmografie (Auswahl)
- 2003: Getting Rachel Back (Kurzfilm)
- 2003: Rewrite (Kurzfilm)
- 2004: The Robinsons: Lost in Space (Fernsehfilm)
- 2004: Smallville (Fernsehserie, Episode 3x22)
- 2004: Quintuplets – Love, Lies and Lullabies (Fernsehserie, Episode 1x10)
- 2004: CSI: Den Tätern auf der Spur (CSI: Crime Scene Investigation, Fernsehserie, Episode 5x07)
- 2005: North Shore (Fernsehserie, 2 Episoden)
- 2005: Popstar
- 2005–2009: Supernatural (Fernsehserie, 4 Episoden)
- 2006: Seven Mummies
- 2006: South Beach (Fernsehserie, 7 Episoden)
- 2006–2011: Friday Night Lights (Fernsehserie, 52 Episoden)
- 2007: Aquaman (Kurzfilm)
- 2007: Winter Tales (Fernsehminiserie)
- 2007–2014: Robot Chicken (Fernsehserie, 5 Episoden, Stimme)
- 2008: Robot Chicken: Star Wars Episode II (Fernsehfilm, Stimme)
- 2009: Women in Trouble
- 2009: CSI: Miami (Fernsehserie, Episode 7x22)
- 2009: Titan Maximum (Fernsehserie, 4 Episoden)
- 2010: Elektra Luxx
- 2010: Legion
- 2010: Lone Star (Fernsehserie, 5 Episoden)
- 2012: Coffee Town
- 2011: Criminal Minds (Fernsehserie, Episode 6x13)
- 2012: Red Dawn
- 2013: G.I. Joe – Die Abrechnung (G.I. Joe: Retaliation)
- 2014: About a Boy (Fernsehserie, 10 Episoden)
- 2014: John Wick
- 2014: Dr. Cabbie
- 2014–2016: Marvel’s Agents of S.H.I.E.L.D. (Fernsehserie, 31 Episoden)
- 2015: Baby, Baby, Baby
- 2017: S.W.A.T.: Unter Verdacht (S.W.A.T.: Under Siege)
- 2017–2022: The Orville (Fernsehserie, 36 Episoden)
- 2021: With/In
- 2023: Quasi
- 2024: A Christmas in New Hope (Fernsehfilm)